# Canterbury-Bankstown Bulldogs

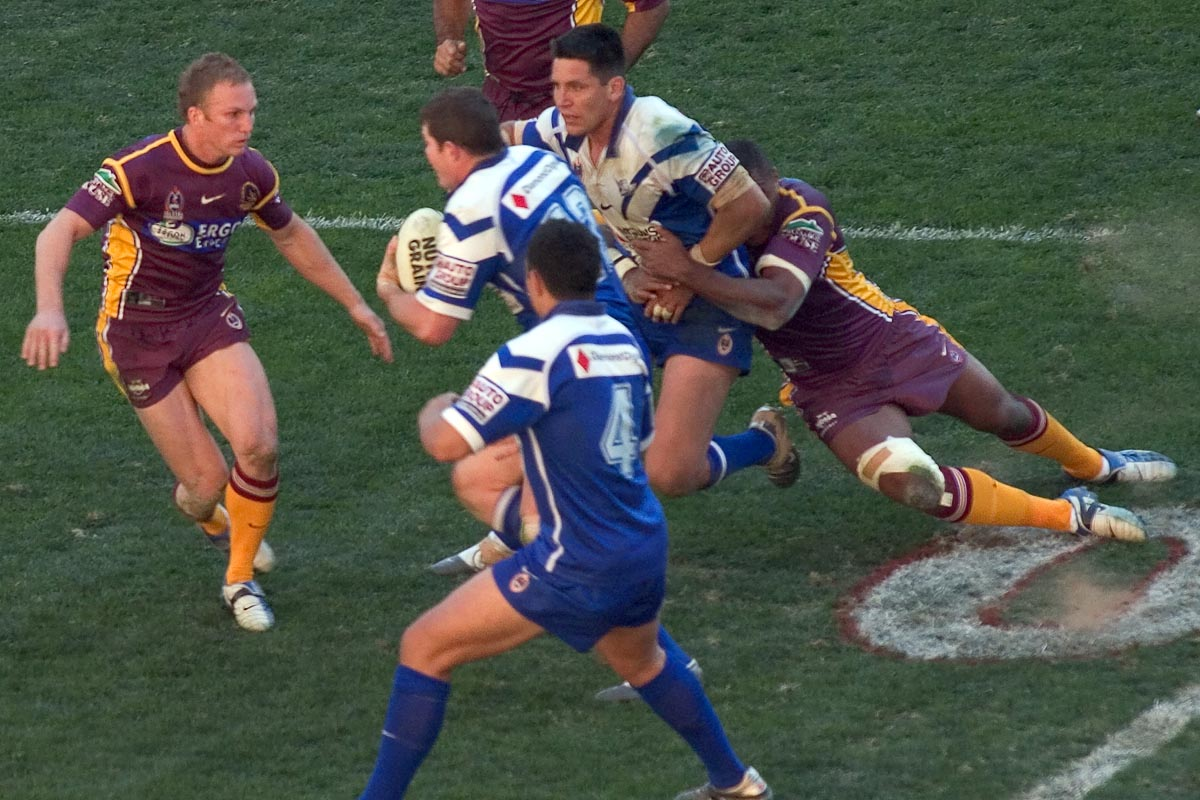
Partido de los Canterbury-Bankstown Bulldogs de la National Rugby League de 2004

Los Canterbury-Bankstown Bulldogs son un equipo de rugby league de la región de Canterbury-Bankstown de la ciudad de Sídney, Australia. Juega desde 1935 en la Liga de Nueva Gales del Sur, la Liga Australiana y actualmente la National Rugby League, logrando ocho campeonatos y diez subcampeonatos.
Su vestimenta es blanca y azul, desde 1966 con la V del estado de Victoria. Jugó sus partidos de local en el estadio de Belmore desde 1935 hasta 1998. A partir de 1999 utiliza el Estadio ANZ, aunque entre 2001 y 2005 usó también el Sídney Showground. El equipo mantiene su campo de entrenamiento en Belmore.
Entre los jugadores más destacados se encuentran Hazem El Masri, Steve Mortimer, Terry Lamb, Steve Folkes, Chris Anderson, Luke Patten, Daryl Halligan y Steve Gearin.

## Palmarés

### Torneos mundiales
- Subcampeón World Club Challenge (1): 2005

### Torneos nacionales
- National Rugby League (8): 1938, 1942, 1980, 1984, 1985, 1988, 1995, 2004.

- Minor Premiership (7): 1938, 1942, 1947, 1984, 1993, 1994, 2012.